# Eric Camilli
Eric Camilli (Nizza, 6 settembre 1987) è un pilota di rally francese, che gareggia nel Campionato del mondo di rally dal 2014, dopo aver fatto il suo debutto nel livello più alto nel 2016 per il team M-Sport su una Ford Fiesta RS WRC.

## Carriera

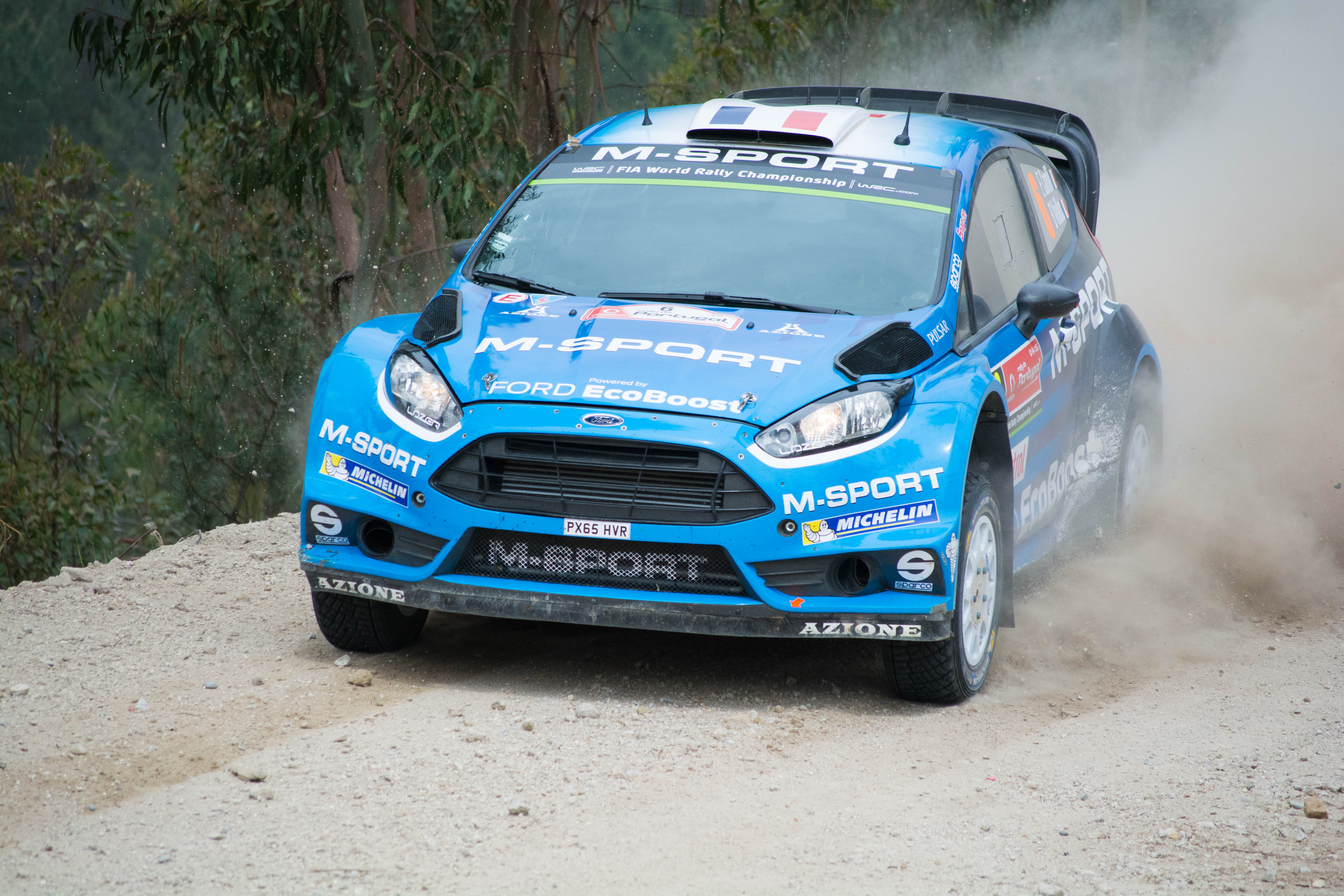
Camilli al Rally del Portogallo 2016

Dopo aver gareggiato nel WRC-2, nel 2016 ha firmato per la scuderia M-Sport. Il suo miglior risultato della stagione è stato il quinto posto ottenuto al Rally di Portogallo 2016. Ha concluso la stagione all'undicesimo posto con 28 punti.
Nella stagione 2017, Camilli è stato retrocesso a guidare nel WRC-2. Ha vinto il rally di Germania e ha concluso la stagione al secondo posto assoluto.

## Vittorie nel mondiale rally

### WRC-3
| # | Stagione | Evento               | Co-pilota              | Auto          |
| - | -------- | -------------------- | ---------------------- | ------------- |
| 1 | 2020     | Rally di Monte Carlo | François-Xavier Buresi | Citroën C3 R5 |

### WRC-2
| # | Stagione | Evento             | Co-pilota        | Auto              | Squadra                  |
| - | -------- | ------------------ | ---------------- | ----------------- | ------------------------ |
| 1 | 2017     | Rally di Germania  | Benjamin Veillas | Ford Fiesta R5    | M-Sport World Rally Team |
| 2 | 2019     | Rally di Catalogna | Benjamin Veillas | Citroën C3 R5     | -                        |
| 3 | 2021     | Rally di Catalogna | Maxime Vilmot    | Citroën C3 Rally2 | Sports & You             |

## Risultati nel mondiale rally

### WRC
| 2015 | Scuderia   | Vettura        |    |  |  |  |     |    |  |    |    |  |    |     |    |  |  |  | Punti | Pos. |
| ---- | ---------- | -------------- | -- |  |  |  | --- | -- |  | -- | -- |  | -- | --- | -- |  |  |  | ----- | ---- |
| 2015 | Team Oreca | Ford Fiesta R5 | 15 |  |  |  | Rit | 16 |  | 52 | 14 |  | 16 | Rit | 12 |  |  |  | 0     |      |

| 2016 | Scuderia                 | Vettura            |     |     |    |   |   |   |    |     |    |   |   |    |    |     |  |  | Punti | Pos. |
| ---- | ------------------------ | ------------------ | --- | --- | -- | - | - | - | -- | --- | -- | - | - | -- | -- | --- |  |  | ----- | ---- |
| 2016 | M-Sport World Rally Team | Ford Fiesta RS WRC | Rit | Rit | 16 | 8 | 5 | 6 | 10 | Rit | 50 | C | 8 | 18 | 10 | Rit |  |  | 28    | 11º  |

| 2017 | Scuderia                 | Vettura        |    |    |    |    |  |    |   |    |    |    |    |    |  |  |  |  | Punti | Pos. |
| ---- | ------------------------ | -------------- | -- | -- | -- | -- |  | -- | - | -- | -- | -- | -- | -- |  |  |  |  | ----- | ---- |
| 2017 | M-Sport World Rally Team | Ford Fiesta R5 | 12 | 14 | 11 | 28 |  | 21 | 9 | 14 | 12 | 10 | 16 | 12 |  |  |  |  | 3     | 19º  |

| 2018 | Scuderia                                       | Vettura                               |     |  |  |  |  |  |  |  |     |  |    |    |  |  |  |  | Punti | Pos. |
| ---- | ---------------------------------------------- | ------------------------------------- | --- |  |  |  |  |  |  |  | --- |  | -- | -- |  |  |  |  | ----- | ---- |
| 2018 | M-Sport World Rally Team Volkswagen Motorsport | Ford Fiesta R5 Volkswagen Polo GTI R5 | Rit |  |  |  |  |  |  |  | Rit |  | 24 | 35 |  |  |  |  | 0     |      |

| 2019 | Scuderia         | Vettura                                                 |  |  |  |     |  |  |  |  |    |    |  |  |    |  |  |  | Punti | Pos. |
| ---- | ---------------- | ------------------------------------------------------- |  |  |  | --- |  |  |  |  | -- | -- |  |  | -- |  |  |  | ----- | ---- |
| 2019 | M-Sport Ford WRT | Volkswagen Polo GTI R5 Ford Fiesta Rally2 Citroën C3 R5 |  |  |  | Rit |  |  |  |  | 13 | 15 |  |  | 10 |  |  |  | 1     | 32º  |

| 2020 | Scuderia | Vettura       |   |  |  |  |  |     |  |  |  |  |  |  |  |  |  |  | Punti | Pos. |
| ---- | -------- | ------------- | - |  |  |  |  | --- |  |  |  |  |  |  |  |  |  |  | ----- | ---- |
| 2020 |          | Citroën C3 R5 | 9 |  |  |  |  | Rit |  |  |  |  |  |  |  |  |  |  | 2     | 22º  |

| 2021 | Scuderia     | Vettura           |    |  |  |    |  |  |  |  |  |  |   |  |  |  |  |  | Punti | Pos. |
| ---- | ------------ | ----------------- | -- |  |  | -- |  |  |  |  |  |  | - |  |  |  |  |  | ----- | ---- |
| 2021 | Sports & You | Citroën C3 Rally2 | 10 |  |  | 39 |  |  |  |  |  |  | 9 |  |  |  |  |  | 3     | 25º  |

| 2022 | Scuderia              | Vettura           |     |  |    |     |  |  |  |  |  |  |  |  |  |  |  |  | Punti | Pos. |
| ---- | --------------------- | ----------------- | --- |  | -- | --- |  |  |  |  |  |  |  |  |  |  |  |  | ----- | ---- |
| 2022 | Saintéloc Junior Team | Citroën C3 Rally2 | Rit |  | 13 | Rit |  |  |  |  |  |  |  |  |  |  |  |  | 0     |      |

| 2025 | Scuderia | Vettura              |    |  |  |  |  |  |  |  |  |  |  |  |  |  |  |  | Punti | Pos. |
| ---- | -------- | -------------------- | -- |  |  |  |  |  |  |  |  |  |  |  |  |  |  |  | ----- | ---- |
| 2025 |          | Hyundai i20 N Rally2 | 10 |  |  |  |  |  |  |  |  |  |  |  |  |  |  |  | 1     |      |

| Legenda | 1º posto | 2º posto | 3º posto | A punti | Senza punti | Ritirato | Squalificato | NP=Non partito C=Gara cancellata | Apice=Power stage |

### WRC-2
| 2015 | Scuderia   | Vettura        |   |  |  |  |     |   |  |    |   |  |   |     |   |  |  |  | Punti | Pos. |
| ---- | ---------- | -------------- | - |  |  |  | --- | - |  | -- | - |  | - | --- | - |  |  |  | ----- | ---- |
| 2015 | Team Oreca | Ford Fiesta R5 | 4 |  |  |  | Rit | 8 |  | 11 | 2 |  | 3 | Rit | 2 |  |  |  | 67    | 6º   |

| 2017 | Scuderia                 | Vettura        |   |   |   |   |  |   |   |    |    |   |    |   |  |  |  |  | Punti | Pos. |
| ---- | ------------------------ | -------------- | - | - | - | - |  | - | - | -- | -- | - | -- | - |  |  |  |  | ----- | ---- |
| 2017 | M-Sport World Rally Team | Ford Fiesta R5 | 4 | 4 | 2 | 8 |  | 7 | 9 | 14 | 12 | 1 | 16 | 2 |  |  |  |  | 91    | 2º   |

| 2018 | Scuderia                                       | Vettura                               |     |  |  |  |  |  |  |  |     |  |    |    |  |  |  |  | Punti | Pos. |
| ---- | ---------------------------------------------- | ------------------------------------- | --- |  |  |  |  |  |  |  | --- |  | -- | -- |  |  |  |  | ----- | ---- |
| 2018 | M-Sport World Rally Team Volkswagen Motorsport | Ford Fiesta R5 Volkswagen Polo GTI R5 | Rit |  |  |  |  |  |  |  | Rit |  | 10 | 17 |  |  |  |  | 1     | 41º  |

| 2019 | Scuderia | Vettura                              |  |  |  |     |  |  |  |  |  |  |  |  |   |  |  |  | Punti | Pos. |
| ---- | -------- | ------------------------------------ |  |  |  | --- |  |  |  |  |  |  |  |  | - |  |  |  | ----- | ---- |
| 2019 |          | Volkswagen Polo GTI R5 Citroën C3 R5 |  |  |  | Rit |  |  |  |  |  |  |  |  | 1 |  |  |  | 25    | 22º  |

| 2021 | Scuderia     | Vettura           |    |  |  |    |  |  |  |  |  |  |    |  |  |  |  |  | Punti | Pos. |
| ---- | ------------ | ----------------- | -- |  |  | -- |  |  |  |  |  |  | -- |  |  |  |  |  | ----- | ---- |
| 2021 | Sports & You | Citroën C3 Rally2 | 32 |  |  | 81 |  |  |  |  |  |  | 12 |  |  |  |  |  | 51    | 8º   |

| 2022 | Scuderia              | Vettura           |     |  |   |     |  |  |  |  |  |  |  |  |  |  |  |  | Punti | Pos. |
| ---- | --------------------- | ----------------- | --- |  | - | --- |  |  |  |  |  |  |  |  |  |  |  |  | ----- | ---- |
| 2022 | Saintéloc Junior Team | Citroën C3 Rally2 | Rit |  | 7 | Rit |  |  |  |  |  |  |  |  |  |  |  |  | 6     | 40º  |

| 2025 | Scuderia | Vettura              |   |  |  |  |  |  |  |  |  |  |  |  |  |  |  |  | Punti | Pos. |
| ---- | -------- | -------------------- | - |  |  |  |  |  |  |  |  |  |  |  |  |  |  |  | ----- | ---- |
| 2025 |          | Hyundai i20 N Rally2 | 2 |  |  |  |  |  |  |  |  |  |  |  |  |  |  |  | 17    |      |

| Legenda | 1º posto | 2º posto | 3º posto | A punti | Senza punti | Ritirato | Squalificato | NP=Non partito C=Gara cancellata | Apice=Power stage |

### WRC-2 Pro
| 2019 | Scuderia         | Vettura            |  |  |  |  |  |  |  |  |   |   |  |  |  |  |  |  | Punti | Pos. |
| ---- | ---------------- | ------------------ |  |  |  |  |  |  |  |  | - | - |  |  |  |  |  |  | ----- | ---- |
| 2019 | M-Sport Ford WRT | Ford Fiesta Rally2 |  |  |  |  |  |  |  |  | 2 | 2 |  |  |  |  |  |  | 36    | 6º   |

| Legenda | 1º posto | 2º posto | 3º posto | A punti | Senza punti | Ritirato | Squalificato | NP=Non partito C=Gara cancellata | Apice=Power stage |

### WRC-3
| 2020 | Scuderia | Vettura       |   |  |  |  |  |     |  |  |  |  |  |  |  |  |  |  | Punti | Pos. |
| ---- | -------- | ------------- | - |  |  |  |  | --- |  |  |  |  |  |  |  |  |  |  | ----- | ---- |
| 2020 |          | Citroën C3 R5 | 1 |  |  |  |  | Rit |  |  |  |  |  |  |  |  |  |  | 25    | 7º   |

| Legenda | 1º posto | 2º posto | 3º posto | A punti | Senza punti | Ritirato | Squalificato | NP=Non partito C=Gara cancellata | Apice=Power stage |

### Junior WRC
| 2014 | Scuderia           | Vettura         |  |  |  |  |  |  |  |  |     |  |   |  |  |  |  |  | Punti | Pos. |
| ---- | ------------------ | --------------- |  |  |  |  |  |  |  |  | --- |  | - |  |  |  |  |  | ----- | ---- |
| 2014 | Rallye Jeunes FFSA | Citroën DS3 R3T |  |  |  |  |  |  |  |  | Rit |  | 2 |  |  |  |  |  | 18    | 9º   |

| Legenda | 1º posto | 2º posto | 3º posto | A punti | Senza punti | Ritirato | Squalificato | NP=Non partito C=Gara cancellata | Apice=Power stage |